# Akcelerator čestica
Akcelerator čestica, ubrzivač čestica ili sudarivač je uređaj u kojem se električki nabijene čestice (elektroni, protoni, ioni i druge) stalnim ili izmjeničnim električnim poljima ubrzavaju do visokih kinetičkih energija. Konačna energija čestica ovisi o vrsti akceleratora. Akcelerator čestica upotrebljava se u fizici elementarnih čestica za istraživanje strukture tvari (stvaranje novih elementarnih čestica i istraživanje nepoznatih svojstava osnovnih međudjelovanja), u nuklearnoj medicini za liječenje zračenjem, u industriji za neke tehnološke procese (sterilizacija, polimerizacija), ispitivanje materijala, proizvodnju radionuklida i drugo.
Akcelerator čestica sastoji se od triju glavnih dijelova: 
- od izvora električki nabijenih čestica,
- od vakuumske komore u kojoj se čestice ubrzavaju i od
- uređaja koji stvaraju električna polja potrebna za ubrzavanje.

Prvi akceleratori bili su oni sa stalnim naponom između krajeva vakuumske komore. Oni su stoga linearni, a čestice se ubrzavaju jednim prolazom kroz električno polje. Prema načinu stvaranja visokog napona na elektrodama, akcelerator čestica tog tipa jest kaskadni, Cockcroft-Waltonov (John Cockcroft i Ernest Walton, 1932.), i elektrostatički, Van de Graaffov (Robert J. Van de Graaff, 1931). Cockcroft-Waltonov akcelerator čestica prikladan je i kao izvor neutrona putem nuklearnih reakcija deuterona s deuterijem ili tricijem. Takav je neutronski generator izgrađen 1956. u Institutu "Ruđer Bošković" u Zagrebu. Bio je to prvi hrvatski nuklearni akcelerator i jedan od rijetkih u svijetu u to doba, a izgradila ga je skupina fizičara i elektroničara pod vodstvom M. Paića, i to vlastitim snagama, u skladu s tadašnjim tehnološkim mogućnostima, a u suradnji s tvornicama "Rade Končar" i "Radio industrijom Zagreb" (RIZ). Iz njegovih se tehničkih podataka vidi da je energija deuterona bila 200 keV, struja deuterona do 20mA, intenzitet neutrona 108/s za 2,5 MeV neutrone, a 1010/s za 14 MeV neutrone.
Tehničke granice u dosezanju visokih napona ograničuju i energije čestica ubrzanih u prvim akceleratorima. Rješenje je nađeno u višekratnom ubrzavanju kroz polje nižeg napona. To je 1932. prvi načinio Ernest Orlando Lawrence s ciklotronom, a zatim je to načelo primijenjeno u svim potonjim tipovima akceleratora. Oni se prema gibanju čestica dijele na linearne rezonantne i na kružne akceleratore. U kružne se ubrajaju ciklotron, sinkrociklotron, betatron i sinkrotron.

## Transmutacija
Kod transmutacije (pretvorbe) kemijskih elemenata mogu se zbiti različite promjene. Tako na primjer može iz atomske jezgre izletjeti jedan proton (redni broj elementa se snizuje za jedan) ili alfa-čestica (redni broj elementa se snizuje za dva), ili se neutron pretvori u proton, pa izleti elektron (redni broj elementa se povisuje za jedan). U nekim slučajevima pogođena jezgra izbaci pozitron, pa se redni broj snizuje za jedan. Proučavanje promjena koje se zbivaju u atomskoj jezgri zadatak je nuklearne fizike ili fizike jezgre. Kao projektil za bombardiranje atomskih jezgara prilikom transmutacije elemenata služe alfa-čestice, neutroni, protoni i deuterij. Alfa-čestice dobivamo iz jednog radijeva preparata, protone dobivamo ionizacijom vodika, a deuterije ionizacijom teškog vodika. Neutroni nastaju prilikom bombardiranja berilija alfa-česticama. Pri tom nastaje ugljik, a otkinuta čestica je neutron s vrlo velikom brzinom. Ta se transmutacija predočuje ovom nuklearnom jednadžbom:
{\displaystyle \mathrm {_{4}^{9}N+_{2}^{4}He\rightarrow _{6}^{12}C+_{0}^{1}n} }
Projektili kojima gađamo atomske jezgre moraju imati veliku kinetičku energiju, to jest veliku brzinu. Ako su projektili pozitivno električni, kao na primjer protoni, deuterij i alfa-čestice, odbijat će se pozitivno nabijene atomske jezgre. Oko jezgre postoji naime jako električno polje koje odbija i skreće u stranu sve pozitivno nabijene projektile koji joj se približe. Zbog toga proton, deuterij i alfa-čestica neće prodrijeti u atomsku jezgru ako nemaju dovoljno veliku brzinu, već će skrenuti na stranu i opisati hiperbolu. Kod toga neće ni sama jezgra ostati na miru jer je odbijanje uzajamno. Dogodit će se neka vrsta elastičnog sraza, pa će projektil odletjeti na jednu, a jezgra na drugu stranu. Zato čestice kojima želimo prodrijeti u atomsku jezgru moraju imati vrlo veliku energiju koju dobivamo pomoću visokog električnog napona. Za dobivanje tako velikih energija koje služe kod transmutacije elemenata, odnosno istraživanja atomskih jezgara, upotrebljavaju se posebni uređaji za ubrzavanje čestica koji se zovu akceleratori čestica. Među te akceleratore spada i ciklotron.

## Linearni rezonantni akcelerator
Linearni rezonantni akcelerator ubrzava čestice izmjeničnim električnim poljima koja djeluju između šupljih elektroda poredanih u nizu. Osciliranje napona usklađuje se s prolazom čestica između elektroda, kako bi se postiglo opetovano ubrzavanje (odatle naziv rezonantni akcelerator). Najveći rezonantni linearni akcelerator izgrađen je u Stanfordu, SAD (eng. SLAC ili Stanford Linear Accelerator). Duljina mu je 3.2 kilometra, ubrzava elektrone ili pozitrone do energije od 25 GeV, koja je određena duljinom akceleratora.

## Ciklotron
Ciklotron (Ernest Orlando Lawrence, 1932.) ubrzava čestice izmjeničnim električnim poljem između dviju elektroda u obliku slova D, smještenih u vakuumskoj komori između polova velikoga i snažnoga magneta. Čestice se u konstantnom magnetskom polju, brzinom malenom prema brzini svjetlosti, gibaju kružno frekvencijom koja je određena indukcijom magnetskoga polja ali neovisna o svojoj energiji. Kada se na elektrode dovede električni napon iste frekvencije, čestice počnu sinkrono ulaziti u prostor između elektroda, tako da se pri svakom prolazu ubrzaju. Kako rastu brzina i energija čestica, polumjer se njihove staze povećava i ona je spiralna. Kada snop čestica dosegne rub komore, staza mu se s pomoću stalnog električnog polja svine tako da čestice izlaze iz akceleratora, pa se dobiva vanjski ciklotronski snop. Najveća energija deuterona ubrzanih u klasičnom ciklotronu iznosi oko 25 MeV.
Ciklotron se 1950-ih gradio i u Institutu "Ruđer Bošković" u Zagrebu, gdje je u to doba postojala jaka elektroindustrija na čelu s tvornicama "Rade Končar" i RIZ-om. Idejni je projekt, nakon početnih dogovora iz 1949., razradio T. Bosanac, voditelj gradnje bio je M. Lažanski, a konstrukciju pojedinih većih dijelova vodio je E. Boltezar. Gradnja je trajala do 1961., kada je ciklotron pušten u rad. Promjer njegove ubrzivačke komore bio je 1 400 mm, magnetska indukcija u njoj bila je 1.4 T, a magnet je imao masu 82 tone. Čestice za ubrzavanje, ioni, stvarali su se ionizacijom plina električnim lukom u anodnoj komori. Napon za ubrzavanje čestica davao je visokofrekventni oscilator frekvencije oko 10 MHz, s pomoćnim visokofrekventnim generatorom. Glavna oscilatorska cijev po konstrukciji je vodom hlađena, rastavljiva trioda s uzemljenom rešetkom izrađena prema projektu T. Bosanca. Ciklotron je mogao ubrzati protone do energije od 8 MeV, a deuterone do 16 MeV. Najviše se upotrebljavao za proizvodnju radionuklida za medicinske svrhe (radiofarmaceutika). Godine 1973. započela je proizvodnja galijeva radionuklida Ga-67, dvije godine poslije i kriptonova radionuklida Kr-81m, oba za medicinsku dijagnostiku, a zatim i drugih radionuklida za znanstvena istraživanja.

## Sinkrociklotron
Sinkrociklotron (fazotron, ciklotron s moduliranom frekvencijom; Vladimir Veksler i, neovisno, Edwin McMillan, 1945.) u tijeku ubrzavanja skupine iona smanjuje frekvenciju izmjeničnog električnog polja na elektrodama za ubrzavanje kako bi kompenzirao smanjenje frekvencije kružnoga gibanja čestica. To smanjenje nastaje kod većih energija zbog relativističkog porasta mase čestica i slabljenja magnetskoga polja na većim promjerima. U sinkrociklotronu postižu se energije do približno 700 MeV.

## Betatron
Betatron (Joseph Slepian, 1922. i Rolf Widerøe, 1928.) tip je akceleratora u kojem se induciranim električnim poljem ubrzavaju elektroni. Inducirano električno polje stvara se promjenama magnetskoga toka u središnjem dijelu betatrona, a magnetsko polje prisiljava elektrone na gibanje po kružnim stazama unutar torusne vakuumske komore. Povećavanjem magnetskoga polja povećava se i energija elektrona, a polumjer elektronske staze ostaje približno stalan. 

## Sinkrotron
Sinkrotron (Vladimir Veksler i, neovisno, Edwin McMillan, 1945.) ubrzava elektrone i protone. U njemu se magnetsko polje povećava tijekom ubrzanja jedne skupine čestica, tako da je polumjer zakrivljenosti njihovih staza stalan, pa se one gibaju po istoj kružnoj putanji unutar torusne komore. Prvi veliki sinkrotroni bili su Cosmotron u Brookhaven National Laboratory (BNL), Upton, New York, SAD (1952., energija protona 3 GeV); Bevatron u Lawrence Berkeley National Laboratory, Berkeley, Kalifornija, SAD (1954., 6 GeV) i sinkrotron (Synchrophasotron) u Dubni, bivši Sovjetski savez (1957., 10 GeV). Premda su magneti bili torusni, promjeri staza i torusa od stotinjak i više metara zahtijevali su vrlo velike magnete, pa je to ograničavalo dosezanje bitno viših energija. Početkom 1950-tih rješenje je nađeno u načelu jakog fokusiranja snopa nabijenih čestica, što se postiže zamjenom masivnoga magnetskih torusa nizom magneta u kojima se jakost magnetskoga polja naizmjence radijalno povećava ili smanjuje. To je načelo omogućilo mnogo preciznije vođenje snopa ubrzanih čestica i time smanjenje presjeka i ukupne mase magneta i tako otvorilo mogućnost prema višim energijama akceleratora.
Najveći sinkrotron s jakim fokusiranjem jest LEP (engl. Large Electron–Positron Collider), sagrađen 1989. u istraživačkom centru CERN. Smješten je u kružnom tunelu opsega 27 kilometara, ubrzavao je elektrone i pozitrone velikih energija. Veliki protonski sinkrotroni s jakim fokusiranjem snopa pomaknuli su energetske granice, osobito nakon povećanja magnetske indukcije supravodičkim magnetima. Tako je u Fermilabu u Bataviji, SAD, u tunelu sinkrotrona promjera 2 km izgrađen dodatni prsten sa supravodičkim magnetima. U tom prstenu, koji čini ubrzivač Tevatron, protoni se ubrzavaju do energije od 1 TeV (1012 eV), odnosno do milijun puta veće energije od prvih ubrzivača s početkom 1930-ih. Veliko povećanje energije raspoložive za proučavanje međudjelovanja čestica postignuto je razvojem i izgradnjom spremnika čestica, odnosno spremničkih prstenova.

### Spremnici čestica
Napredak vakuumske tehnologije omogućio je održavanje vrlo velikog vakuuma i stvorena je mogućnost da se stabilne čestice, kao i njihove antičestice, zadrže ("uskladište") u prstenastoj komori spremnika čestica, koji nije akcelerator, ali je nezaobilazan dio akceleracijskih sustava. Čestice i antičestice mogu u komori vrlo dugo kružiti pod djelovanjem magnetskih polja. Tako je omogućeno njihovo nakupljanje, te sudaranje suprotno kružećih snopova čestica, odnosno antičestica. U sudaru čestica energija koja je raspoloživa za istraživanje elementarnih procesa, tj. energija u koordinatnom sustavu težišta, znatno je veća nego pri bombardiranju nepokretnih meta.

## Sudarivač
Akcelerator u kojem se uspostavljaju suprotno kružeći snopovi ili pulsevi elementarnih čestica, odnosno antičestica, posljednji je korak prema još višim energijama za istraživanje elementarnih međudjelovanja. Budući da se povećanje efektivne energije postiže sudaranjem snopova čestica, takav se uređaj naziva sudarivač. Kako bi se ostvarila dovoljna učestalost sudara, kružeći snopovi trebaju sadržavati što više čestica. Zato sudarivač objedinjuje funkcije ubrzavanja i skladištenja čestica.

### Supersudarivač
Projekti najvećih sudarivača nadmašuju znanstvene, tehnološke i gospodarske mogućnosti pojedinih zemalja i postaju globalni pothvati. Najveći projekt na kraju 20 stoljeća, u okviru CERN-a, kao širok međunarodni pothvat sudjelovanjem dvadesetak zemalja, jest izgradnja supersudarivača Veliki hadronski sudarivač (engl. Large Hadron Collider, LHC). Supravodički magneti koji svijaju putanje čestica smješteni su u tunelu divovskog elektronsko-pozitronskog sinkrotrona LEP-a.

## Poveznice
- Veliki hadronski sudarivač (eng. Large Hadron Collider ili LHC)